# Lindorm (namn)

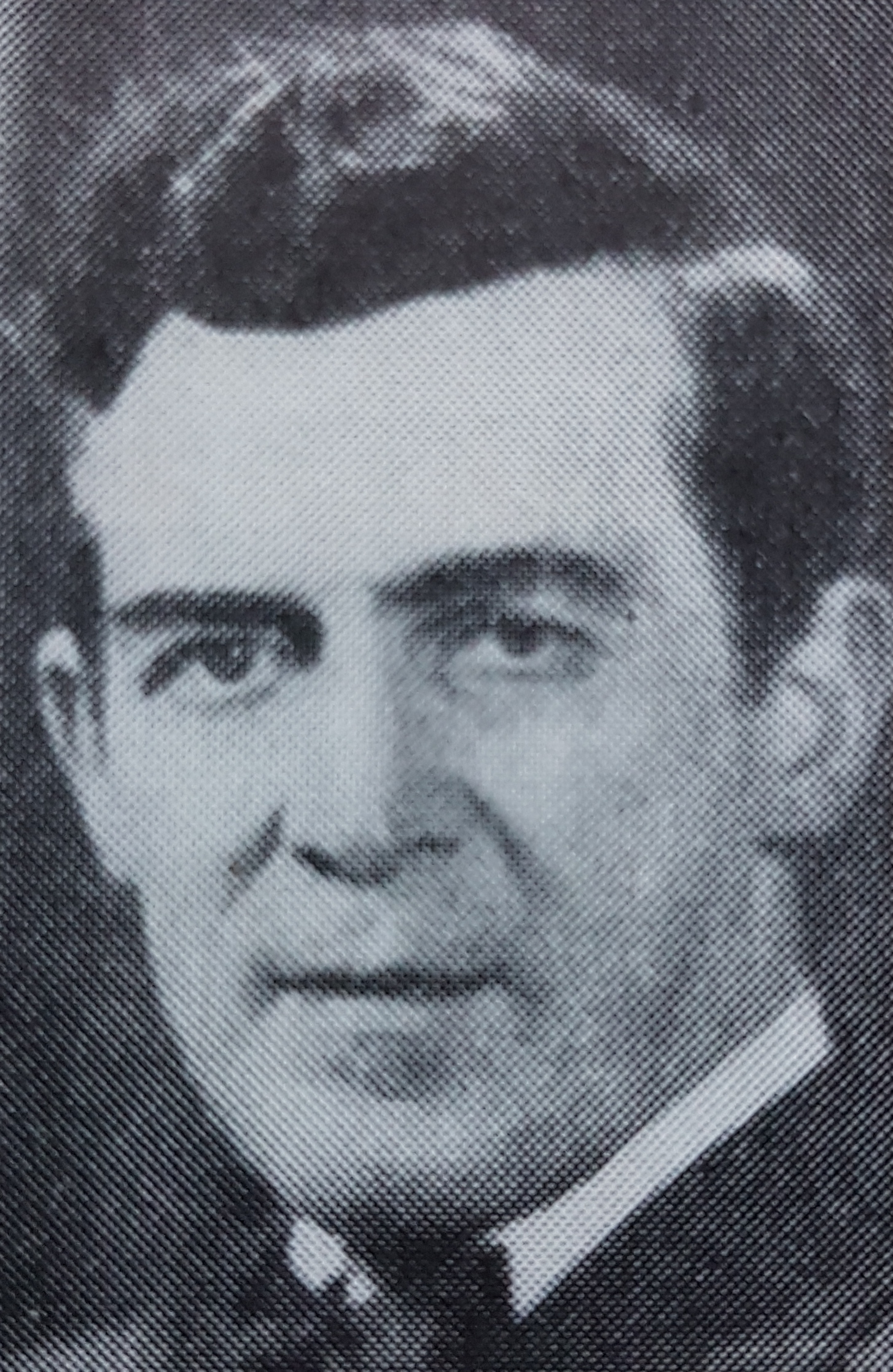
Lindorm Möllerswärd.

Lindorm är ett efternamn samt ett svenskt manligt förnamn som betecknar drakdjuret med samma namn. Det gamla fornsvenska förnamnet förekom bland både frälsemän och ofrälse bönder.
Namnet återfinns i formen Linnar.

## Personer

### Med Lindorm som förnamn
- Lindorm Liljefors (1909–1985), målare, tecknare och skulptör
- Lindorm Möllerswärd  (1892–1984), målare och tecknare
- Lindorm Ribbing (1569–1627)), godsägare, riksråd och militär
- Lindorm Ribbing (död 1521), motståndare till Kristian II
- Lindorm Björnsson (Vinge) (död omkring 1498), riksråd och lagman

### Med Lindorm som efternamn
- Erik Lindorm (1889–1941), författare, skald och publicist
- Per-Erik Lindorm (1909–1989), journalist, manusförfattare och skriftställare